# 福天

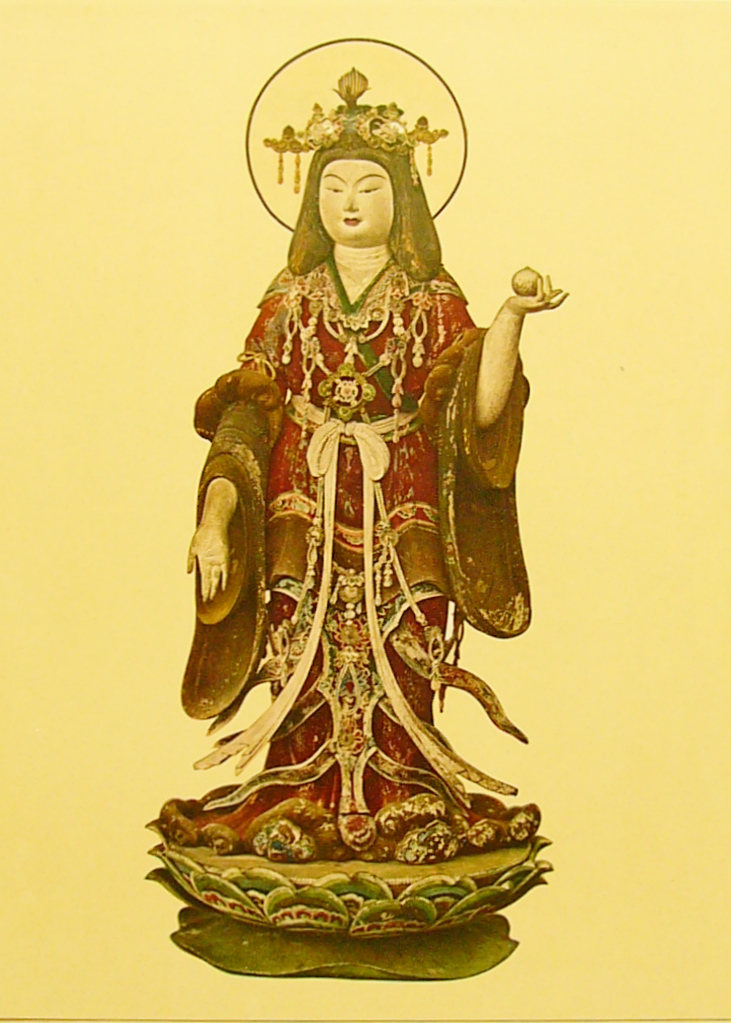
京都府木津川市淨瑠璃寺的吉祥天神像

福天（日语：ふくでん）乃日本民間信仰中掌管福氣運勢的神祇，又有福之神、福神等別名。雖然神道認為此神明屬福神、佛教認為屬於天部，但通常不會如此明顯區分。

## 概要
在日本民間流傳的故事裡，福之神和貧窮神二者通常伴隨著出現：福之神為姊神吉祥天、貧窮神為妹神黑闇天。不過也有貧窮神後來轉變成福神的狀況，江戶時代浮世草子作家井原西鶴所作《日本永代藏》便收錄了如此題材的故事。此外，也有人認為福神吉祥天為七福神之一。狂言的劇目之一「福之神」亦有福天現身於神社，向二年參的參拜者催促酒宴之橋段。

## 內部連結
- 貧窮神
- 富都娜：羅馬神話中掌管財富與命運的女神。
- 吉祥天女：婆羅門教、印度教中的掌管幸福和財富的女神。
- 比利肯：1912年因廣告創造「世界的福神」形象而在日本走紅。